# Крестьянские батальоны
Крестьянские батальоны (пол. Bataliony Chłopskie, «Батальоны Хлопске»; сокращенно БХ, пол. BCh) — вооружённые формирования польского крестьянского движения, действовавшие с 1940 по 1945 год.

## История
Первоначально Стронництво людове не создала собственного военизированного крыла и направляла членов в другие подпольные организации, например, Союз вооружённой борьбы. Однако рост влияния сторонников санации и пилсудчиков среди руководства СВБ, создание конкурирующими политическими партиями и укрепление на местах Национальной военной организации, а также желание получить доминирующую позицию как в период оккупации, так и в момент освобождения страны и формирования её политико-хозяйственной модели на принципах аграризма, вызвал изменение позиции Центрального руководства крестьянского движения в вопросе создания собственной военизированной организации.
В августе 1940 года было принято решение о создании собственной боевой организации под названием «Хлопска Страж» (пол. «Chłopska Straż»), конспиративный криптоним «Хлостра» (пол. «Chłostra»).
В конце 1940 года в сельской местности начали действовать первые вооруженные отряды «стражи».
Создание «Хлостры», а затем массовый переход в неё сторонников крестьянского движения, состоявших в рядах СВБ, встретило острую критику со стороны командования СВБ. Весной 1941 года по инициативе представителей келецкого округа организация была переименована в Крестьянские батальоны, хотя формально изменение названия было утверждено командованием БХ только в мае 1944 года.
БХ являлись вооружённым крылом Стронництва людове — её члены, а также члены Союза сельской молодежи «Вичи» и частично Центрального союза сельской молодёжи («Сев») составляли костяк организации. Центральное руководство организацией осуществляло Центральное руководство крестьянского движения, представленное Юзефом Нецько, а территориальное — окружные, областные, районные, гминные и общинные тройки Крестьянской партии «Рох». В организацию вступало в основном сельское население, в крупных городах боевые единицы БХ отсутствовали. Главным комендантом БХ с 8 октября 1940 года до конца войны был Францишек Каминьски. Инициатором создания БХ, а затем руководителем со стороны руководства Крестьянской партии «Рох» был Юзеф Нецько «Згжебняк». Штаб возглавлял Казимеж Банах «Камиль». Центральным органом БХ являлась газета «Żywią i bronią» (с пол. — «Кормят и защищают»).
К 1944 году в рядах БХ находилось около 160 тыс. человек, что делало её второй по величине польской подпольной организацией.
В мае 1943 года БХ подписали договор о слиянии с АК, однако де-факто слияние не было завершено до конца оккупации.
В 1944 году вопреки приказам часть отрядов подчинилась Польскому комитету национального освобождения и вошла в состав Армии Людовой, или установила с ней сотрудничество, а затем на освобожденной территории пополнила ряды Гражданской милиции и Народного Войска Польского.
Однако большая часть организации сохранила лояльность эмиграционному правительству в Лондоне. В марте 1945 года приказом командования Крестьянские батальоны были расформированы, а бойцам рекомендовано вступать в Народное Войско Польское, хотя это решение не было полностью поддержано остающимися в подполье политическими структурами Крестьянской партии. Арест 16 руководителей польского подполья сделал невозможным полное выполнение решения о расформировании, хотя вследствие расформирования БХ с согласия главного коменданта БХ и председателя центрального руководства крестьянского движения несколько десятков тысяч бойцов БХ вступило в НВП и ГМ, а также в органы местной администрации. Расформирование БХ было завершено в сентябре 1945 года.

## Организационная структура
Деятельность БХ распространялась практически на всю территорию предвоенной Польши, за исключением Померании, а также Виленского, Новогродского и Полесского воеводств. Территориальная организационная сеть состояла из округов (воеводства), подокругов, областей (повятов), районов (несколько гмин), гмин и громад.
К концу 1943 года существовали следующие округа (в порядке создания):
- I — Варшава
- II — Варшавское воеводство
- III — Кельце
- IV — Люблин
- V — Лодзь
- VI — Краков, Жешув, Силезское воеводство
- VII — Белосток
- VIII — Волынь
- IX — Львов, Станиславов и Тарнополь
- X — Познань

В общей сложности, в период оккупации было создано 82 партизанских отряда БХ. Около 80 % сил БХ было сосредоточено в краковском, келецком, люблинском округах и Варшавском воеводстве.
Крестьянские батальоны состояли из тактических подразделений (предназначенных для будущего всенародного восстания), разделенных на секции, дружины, взводы и роты, и территориальных (ведущих диверсионную деятельность на своей территории). В 1942 году на основе территориальных подразделений начали создаваться специальные подразделения, насчитывавших до нескольких десятков человек, и предназначенные для ведения текущей борьбы: всего было создано около 300 специальных подразделений БХ. По местной инициативе создавались партизанские отряды БХ, наибольшая активность которых пришлась на 1943—1944 года: в этот период действовало более 70 таких отрядов, крупнейшие из которых насчитывали до нескольких сот бойцов.
В мае 1943 года БХ подписали договор о слиянии с АК, однако де-факто слияние не было завершено до конца оккупации. В состав Армии Крайовой вошли главным образом тактические подразделения — согласно договору, АК должны были быть переданы все тактические отряды, насчитывающие в общей сложности около 155 тысяч человек, однако из-за внутренних конфликтов, касавшихся в основном раздела руководящих постов, в АК перешло около 51 тысячи солдат. Часть членов БХ вступила в Государственный корпус безопасности (пол. Państwowy Korpus Bezpieczeństwa). Осенью 1943 года комендатура БХ создала Народную стражу безопасности (пол. Ludowa Straż Bezpieczeństwa), которая не подлежала объединению с АК. В её состав вошли в основном специальные подразделения и партизанские отряды.

## Боевые операции

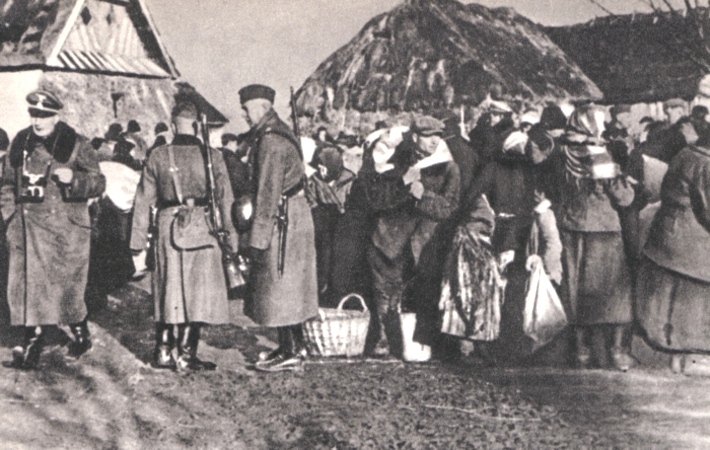
Выселение польских крестьян из района Замостья, зима 1942/1943.

Основной целью БХ была защита населения от террора и экономической эксплуатации со стороны коллаборационистских и оккупационных властей «генерал-губернаторства».
Среди крупнейших операций БХ можно назвать:
- поддержка восстания в Замойском районе Люблинского воеводства, которое началось 27 ноября 1942 года и продолжалось до февраля 1943 года.
  - 30 декабря 1942 состоялся бой под Войдой, проведенный отрядом «Батальонов хлопских» под командованием Францишека Бартломовича совместно с отрядом Гвардии Людовой (германо-полицейские силы потеряли 26 человек убитыми и 19 ранеными, партизаны — 3 человека)[4];
  - 1-2 февраля 1943 состоялся бой под Заборечнем, проведенный отрядом «Батальонов хлопских» совместно с отрядом Гвардии Людовой;
- участие в освобождении так называемой Пиньчувской Республики под командованием Яна Пшчолы (24 июля — 12 января 1944).
- потопление 31 мая 1944 года в Висле в районе Пулав немецкого судна «Танненберг».
- 8-15 июня 1944 года — участие в сражении в Яновских лесах («операция „Штурмвинд I“»).
- 21-24 июня 1944 года — участие в сражении в Сольской пуще («операция „Штурмвинд II“»).

К прочим заметным акциям БХ относится освобождение заключенных из тюрем в Красныставе, Радомске, Пиньчуве, Седльцах, подрыв поезда с боеприпасами под Голомбом и др.

## Этнические чистки
В годы Второй мировой войны на территории современной Украины имел место этнополитический конфликт (так называемая «Волынская резня»), сопровождавшийся массовым уничтожением Украинской повстанческой армией-ОУН(б) этнического польского гражданского населения и, в меньших масштабах, гражданских лиц других национальностей, включая украинцев, на территориях Генерального округа Волынь-Подолье (нем. Generalbezirk Wolhynien-Podolien), до сентября 1939 находившихся под управлением Польши, начатым в марте 1943 года и достигшем пика в июле того же года. Ответные действия польской стороны (в которых принимали участие Армия Крайова и Крестьянские батальоны), начатые с конца лета 1943 года, привели к значительным жертвам среди украинского гражданского населения.
После осуществления Волынской резни к осени 1943 антипольские акции ОУН(б) и УПА были перенесены на территорию Генерал-губернаторства — в Холмщину и Подляшье, куда для противодействия значительно более сильному, нежели на Волыни, польскому подполью был переброшен ряд отрядов УПА с Волыни. Как указывает польский историк Гжегож Мотыка, это было сделано после инспекционной поездки Романа Шухевича по Волыни, положительно оценившего результаты операции и указавшего на проведение аналогичных мероприятий в юго-восточных областях оккупированной Польши. С ноября 1943 года эти области стали ареной противостояния между польским подпольем (его составной часть были и Крестьянские батальоны), нашедшим общий язык с советскими партизанами, и объединёнными силами ОУН («Украинский легион самооброны»(31-й батальон СД) и ОУН(б) (УНС, УПА) поддержанные подразделениями дивизии СС «Галичина», находившимися в подчинении СД и германской полиции.
С начала 1944 года началась широкомасштабная антипольская акция в восточной Галиции.
Тогда же в Грубешовском повяте произошли трагические события, ставшие составной частью польско-украинского этнополитического конфликта, в которых наряду с Армией Крайовой принимали участие Крестьянские батальоны.
В 1945 году произошёл кровавый этнический конфликт между поляками и украинцами в Перемышльском повяте.